# Marshall Brickman
Marshall Brickman (ur. 25 sierpnia 1939 w Rio de Janeiro, zm. 29 listopada 2024 w Nowym Jorku) – amerykański scenarzysta i reżyser filmowy. Najbardziej znany ze współpracy z reżyserem Woodym Allenem, wraz z którym zdobył Oscara za najlepszy scenariusz oryginalny do komedii Annie Hall (1977). Wspólnie napisali także scenariusze do obrazów Śpioch (1973), Manhattan (1979) oraz Tajemnica morderstwa na Manhattanie (1993).